# Biceps curl

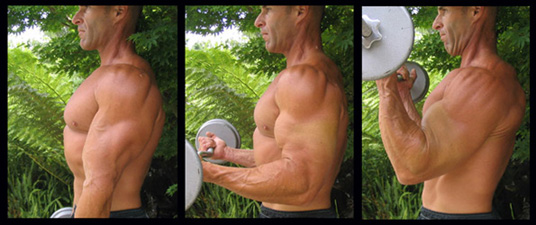
Fasi di curling con il bilanciere

Con il termine biceps curl (in italiano "flessione dei bicipiti") si intende un esercizio di sollevamento pesi il quale punta ad esercitare il bicipite.

## Panoramica
Il biceps curl consiste nel movimento di curling, ovvero di flessione, cioè nel prendere un manubrio in mano e effettuare un movimento con il braccio in modo che l'avambraccio sia verticale al gomito e che la mano sia il più vicino possibile alla spalla.

Tipico biceps curl con manubri

La massima estensione del movimento, e di conseguenza uno sforzo maggiore, si hanno quando i gomiti iniziano in estensione completa. Il bicipite si contrae per sollevare il manubrio verso l'alto, fino a quando non sarà possibile un ulteriore movimento. La seconda parte del movimento consiste nel portare il manubrio e il gomito nella loro posizione iniziale. Alcuni sollevatori eseguono anche sollevamenti "parziali", concentrandosi nella posizione superiore o inferiore (effettuano il curl a metà). 
Come la maggior parte di esercizi fisici, i risultati degli esercizi per i bicipiti possono essere massimizzati se si ha una corretta comprensione della flessione.
Il curl con bilanciere allena più specificatamente la parte anteriore del bicipite che si trova tra il gomito e la spalla.

## Varianti
Diverse varianti del biceps curl trasferiscono parte del carico dal bicipite ad altri flessori del gomito, consentendo così a una persona di usare pesi più grandi senza causare lesioni

### Spalla estesa (extended shoulder)

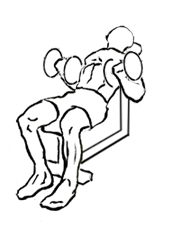
Supine-body incline curl

- supine-body incline curl: con una panca posizionata ad un angolo di 45° si eseguono i biceps curl inclinati. Essi sono solitamente eseguiti con un manubrio per mano e seduti sulla panca inclinata in posizione supina.[3]

### Spalla flessa (flexed shoulder)

Concentration curl

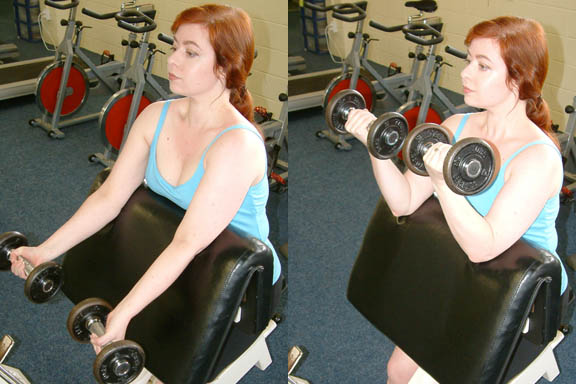
Fasi del preacher curl eseguiti su panca romana

Un gruppo di variazioni che comporta posture tenenti i gomiti di fronte al busto, abbreviando i bicipiti e costringendo i brachiali a fare più lavoro. Le variazioni su questo tema includono:
- concentration curl, eseguiti da seduti, dove il gomito è posizionato all'interno del ginocchio
- preacher curl, dove i gomiti sono appoggiati su una panca inclinata (un attrezzo specifico per i bicipiti, non la panca inclinata)[4]
- prone-body incline curl, dove ci si posiziona proni sulla panca inclinata a 45°, e la gravità aumenta lo sforzo e la difficoltà del curl[5]
- spider curl, si usa lo stesso attrezzo utilizzato per il preacher curl, con la differenza che si esegue in posizione prona e il curl è eseguito in un angolo di 90°. L'esercizio è molto simile al prone-body incline curl, solo che la panca utilizzata (stessa del preacher curl) limita il movimento del braccio.

### Drag curl
Questa variazione comporta il movimento dei gomiti all'indietro mentre si flette il bicipite. Ciò consente un rilascio di tensione relativo tra le ripetizioni.

## Variazioni di impugnatura

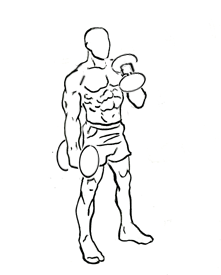
Hammer curl

I biceps curl sono solitamente eseguiti con i palmi rivolti verso l'alto. Capovolgendo i palmi si sposta il peso dai bicipiti ai muscoli brachioradiali. Le variazioni su questo concetto includono anche l'hammer curl, eseguito con il palmo verso l'interno (né verso l'alto né verso il basso) e il reverse curl, con i palmi verso il basso.